# Ostgebiete des Deutschen Reiches

Gebietsveränderungen im Osten Deutschlands 1920–1990

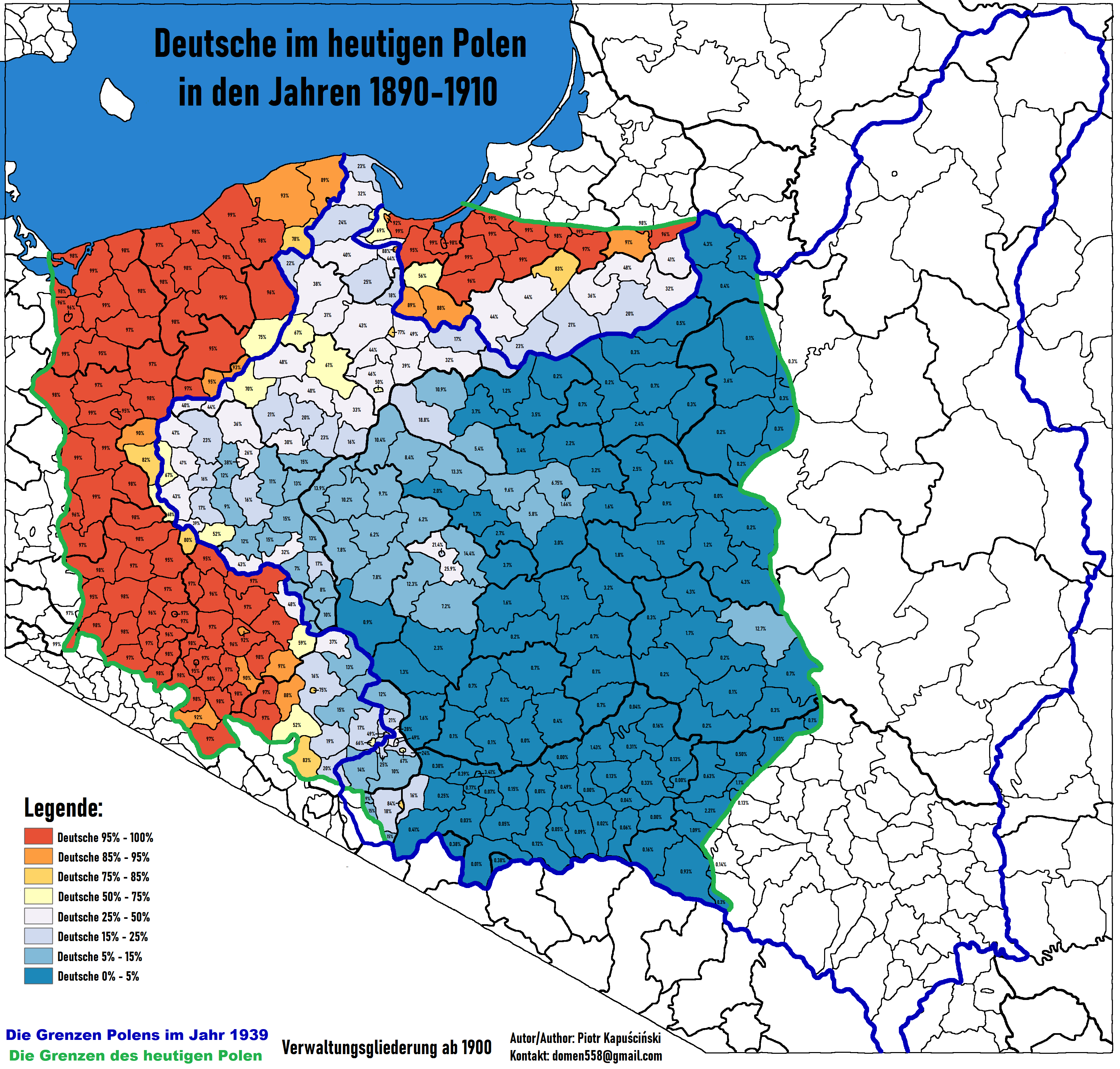
Deutsche im heutigen Polen in den Jahren 1890–1910

Als Ostgebiete des Deutschen Reiches oder auch ehemalige deutsche Ostgebiete werden die Territorien östlich der Oder-Neiße-Linie bezeichnet, die am 31. Dezember 1937 zum Gebiet des Deutschen Reiches gehört hatten, nach Ende des Zweiten Weltkrieges 1945 von Deutschland faktisch abgetrennt wurden und heute zu Polen und Russland gehören. Diese Gebiete machten etwa ein Viertel der Fläche, ein Siebtel der Bevölkerung und einen deutlich unterdurchschnittlichen Anteil an der Industrieproduktion Deutschlands aus.
Zu den Ostgebieten des Deutschen Reiches im weiteren Sinne werden auch Gebiete gezählt, die Deutschland bereits nach dem Ersten Weltkrieg im Jahre 1920 aufgrund des Versailler Vertrages von 1919 abtreten musste: die Großteile der preußischen Provinzen Posen und Westpreußen, das vormals ostpreußische Soldauer Gebiet und das oberschlesische Industriegebiet (an Polen) sowie das Hultschiner Ländchen (an die Tschechoslowakei) und das Memelland (an die alliierten Mächte, 1923 von Litauen annektiert), außerdem die Stadt Danzig als Freie Stadt Danzig.

## Vorgeschichte des Begriffs „Ostgebiete“
Nach der Annexion von Gebieten der Zweiten Polnischen Republik im Rahmen der Teilung Polens 1939 wurden die in die preußischen Provinzen Ostpreußen, Schlesien sowie die Reichsgaue Wartheland und Danzig-Westpreußen, also die in das Staatsgebiet des nationalsozialistischen Deutschen Reiches inkorporierten Gebiete amtlich als „eingegliederte Ostgebiete“ bezeichnet (siehe „Germanisierungspolitik“). Von diesem bis 1945 gültigen, räumlich anders definierten Begriff ist die Bezeichnung Ostgebiete des Deutschen Reichs zu unterscheiden.

## Umfang der Ostgebiete

### Definition

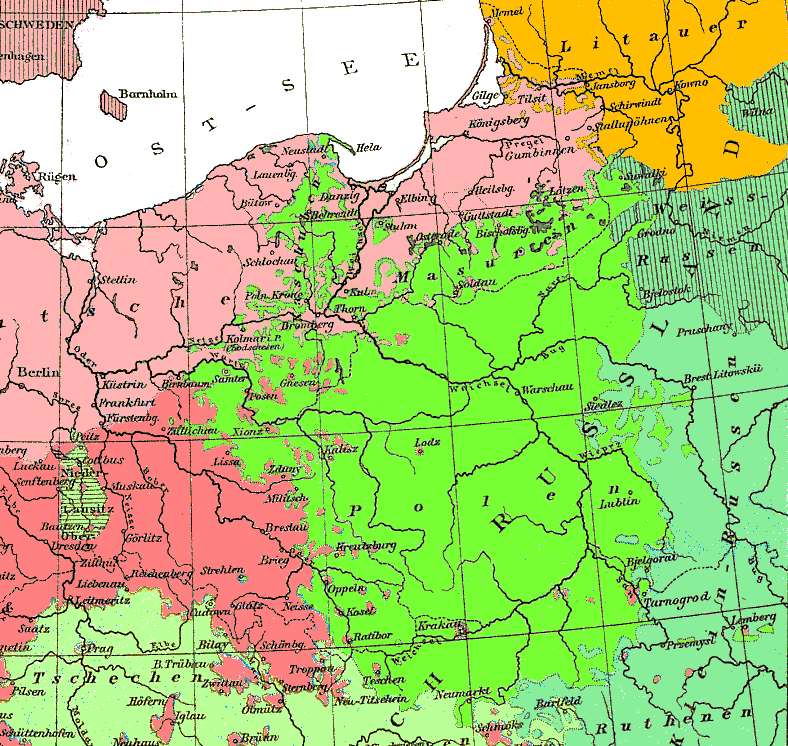
Ausschnitt aus der Sprachenkarte Deutschlands in Andrees Handatlas von 1881

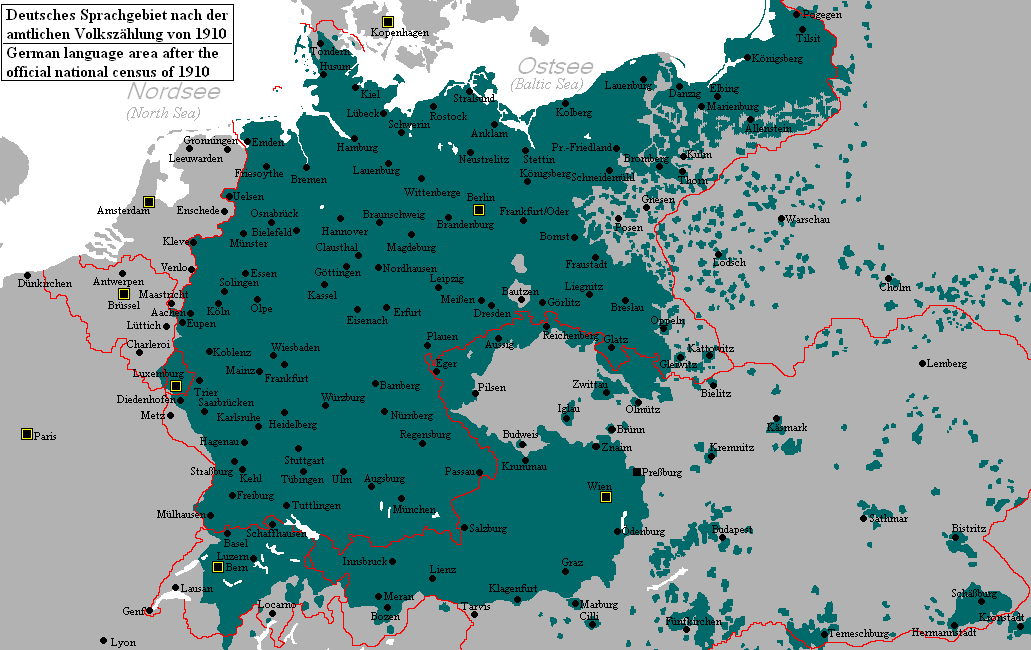
Das deutsche Sprachgebiet 1910 nach V. Schmidt und J. Metelkaum. Im Dezember 1910 hatten in Deutschland, Österreich-Ungarn, der Schweiz und in Luxemburg Volkszählungen stattgefunden.

Im Einzelnen umfassen die Ostgebiete die preußischen Territorien:
- Provinz Ostpreußen: 36.966 km²,
- Provinz Oberschlesien und die Provinz Niederschlesien ohne deren westlich der Neiße liegenden (heute zu Sachsen gehörenden) Teil um Görlitz: 34.529 km²,
- Provinz Pommern östlich der Oder (das historische Hinterpommern) sowie Stettin und die Odermündung: 31.301 km²,
- den Regierungsbezirk Frankfurt der Provinz Brandenburg ohne seinen westlich von Oder und Neiße gelegenen Teil: 11.329 km²,

sowie den Teil des Landes Sachsen östlich der Neiße bei Zittau um die Stadt Reichenau i. Sachsen: 142 km².
Die preußische Grenzmark Posen-Westpreußen (die 1919 bei Deutschland verbliebenen Restgebiete der Provinz Posen und Westpreußens) mit einem Gebiet von 7.695 km² wurde 1938 unter ihren drei Nachbarprovinzen aufgeteilt und ist in den obigen Zahlen mit eingerechnet.
Der Gesamtumfang der Ostgebiete beträgt ca. 114.267 km² (die Differenz zu 114.269 km² ist rundungsbedingt), was etwa einem Viertel Deutschlands in den Grenzen von 1937 entsprochen hat.
In den Ostgebieten des Deutschen Reiches lebten 1939 etwa 9.620.800 Menschen (davon ca. 45.600 ohne deutsche Staatsangehörigkeit). Von diesen entfielen auf
- Ostpreußen: 2.488.100 Einwohner (davon 15.100 ohne deutsche Staatsangehörigkeit),
- Schlesien: 4.592.700 Einwohner (davon 16.200 ohne deutsche Staatsangehörigkeit; Zahlen der Bevölkerung des sächsischen Gebietszipfels bei Zittau enthalten),
- Pommern: 1.895.200 Einwohner (davon 11.500 ohne deutsche Staatsangehörigkeit),
- Ost-Brandenburg: 644.800 Einwohner (davon 2.800 ohne deutsche Staatsangehörigkeit).[6]

Die Bevölkerungsdichte betrug 1939 ca. 84 Einwohner pro km².
- Ostpreußen: 67 Einwohner/km²
- Schlesien: 132 Einwohner/km²
- Pommern: 60 Einwohner/km²
- Ost-Brandenburg: 52 Einwohner/km²

Wichtige Städte in den deutschen Ostgebieten waren unter anderem Breslau (1925: 614.000 Einwohner), Königsberg i. Pr. (372.000), Stettin (270.000), Hindenburg O.S./Zabrze (132.000) und Gleiwitz (109.000).

### Erweiterte Definition
Nach Auffassung mancher Politiker werden analog zu dem einheitlichen Vertreibungsgebiet nach dem Bundesvertriebenengesetz auch die Regionen den deutschen Ostgebieten (nicht allein des Reiches) zugerechnet, die bis ca. 1918 beziehungsweise 1919 Teil des Deutschen Reichs oder Österreich-Ungarns waren, in der Zwischenkriegszeit an das Deutsche Reich oder die Republik Österreich grenzten und von 1938/39 bis 1945 wieder zum deutschen Hoheitsgebiet gehörten. Hier lebten viele Deutsche nach Eigenidentifikation, Sprache und Kultur, für die häufig der Terminus Volksdeutsche gebräuchlich war und die meistens nicht die deutsche oder österreichische Staatsbürgerschaft besaßen.
Folgende Gebiete, die bis 1919 Teil des Deutschen Reiches waren, hatten bis Ende der 1940er-Jahre einen überwiegenden oder hohen deutschen Bevölkerungsanteil:
- Memelgebiet (bis 1920 Teil der Provinz Ostpreußen)
- Provinz Westpreußen (1939–1945 zum großen Teil den Reichsgau Danzig-Westpreußen bildend)
- Freie Stadt Danzig (bis 1919 Teil der Provinz Westpreußen)
- Provinz Posen (die historische Landschaft Großpolen)
- Ostoberschlesien (bis 1919 Teil der Provinz Schlesien und 1919–1922 Teil der Provinz Oberschlesien)

## Abtrennung von Deutschland

Westverschiebung Polens: Kompensation für Gebietsverluste östlich der Curzon-Linie durch deutsche Gebiete im Norden und Westen

### Vorgeschichte und Entscheidungsfindung
Entsprechend dem geheimen Zusatzprotokoll des Hitler-Stalin-Pakts hatte die Sowjetunion 1939 die polnischen Gebiete östlich der Flüsse Narew, Weichsel und San besetzt. Auch nachdem sie Teil der Anti-Hitler-Koalition geworden war, weigerte sich die Sowjetunion, diese Gebiete an Polen zurückzugeben. Auf der Konferenz von Teheran 1943 erreichte Josef Stalin die grundsätzliche Zustimmung des britischen Premiers Winston Churchill und des US-Präsidenten Franklin D. Roosevelt zur Westverschiebung Polens: Die Gebietsverluste des Landes sollten durch deutsche Gebiete östlich der Oder kompensiert werden. Den Norden Ostpreußens mit Königsberg beanspruchte Stalin für die Sowjetunion selbst. Die polnische Exilregierung war damit nicht einverstanden: Sie bestand auf der Grenze, wie sie nach dem polnisch-sowjetischen Krieg im Frieden von Riga 1920 vereinbart worden war. Im Westen strebte sie nur den Erwerb Ostpreußens, Danzigs, Oberschlesiens und kleinerer Teile Pommerns an, denn die bei größerem Territorialerwerb notwendige Umsiedlung der acht bis zehn Millionen Deutschen, die diese Gebiete bewohnten, hielt sie für undurchführbar. Diese Haltung wurde von Amerikanern und Briten geteilt. Doch auch auf der Konferenz von Jalta vom Februar 1945 konnten sich Churchill und Roosevelt nicht mit Stalin einigen. Man bestätigte zwar die polnische Ostgrenze, wie sie in Teheran festgelegt worden war, im Westen wurde Polen aber nur vage eine Entschädigung auf Kosten Deutschlands zugesagt.

### Faktische Abtrennung
Nach dem Einmarsch der Roten Armee schuf Stalin noch vor Kriegsende Fakten: In einem Dekret des sowjetisch kontrollierten Landesnationalrats vom 2. März 1945 hieß es, alles deutsche Vermögen in den Ostgebieten sei „aufgegeben und verlassen“, weshalb es eingezogen wurde. Am 14. und 20. März wurden die Wojewodschaften Masuren, Oberschlesien, Niederschlesien, Pommern und Danzig gegründet. Am 21. April 1945 schloss die Sowjetregierung einen Vertrag mit der von ihr installierten provisorischen Regierung Polens, in dem sie ihr die Verwaltungshoheit über die unter sowjetischer Besatzungsgewalt stehenden Gebiete östlich der Oder und der Lausitzer Neiße übertrug. Am 24. Mai 1945 unterstellte die Sowjetregierung diese Gebiete offiziell dem polnischen Staat, wobei sie am 5. Juni 1945 noch als Teil der sowjetischen Besatzungszone verstanden wurden. Die Rechtswissenschaftlerin Susanne Hähnchen schreibt, dass nach der Berliner Erklärung „die Alliierten auch formell die oberste Regierungsgewalt für das Gebiet des Deutschen Reiches in den Grenzen von 1937 [übernahmen]; die Ostgebiete kamen zunächst unter sowjetische, dann unter polnische Verwaltung.“ Laut dem Historiker Gerrit Dworok spielten diese Grenzen in der staatsrechtlichen Praxis indes keine Rolle mehr.
Auf der Potsdamer Konferenz im Sommer 1945 nahmen Großbritannien und die USA diese von der Sowjetunion geschaffenen Tatsachen unter dem schwachen Vorbehalt zur Kenntnis, die endgültigen Grenzen dürften erst in einem zu schließenden Friedensvertrag verabredet werden. Die Konferenzteilnehmer stimmten daher darin überein, diese Gebiete einer Sonderregelung zu unterwerfen, die von der im übrigen Reichsgebiet eingerichteten Besatzungsherrschaft deutlich abwich, wobei der vorläufige Charakter der gebietsbezogenen Regelungen wegen fehlender deutscher Mitwirkung aber sowohl von der Sowjetunion wie auch von der Volksrepublik Polen kurz nach Abschluss der Konferenz in völkerrechtlich bindender Weise dokumentiert wurde. Die angloamerikanischen Mächte sicherten Stalin aber zu, im Falle entsprechender Verhandlungen die sowjetischen Ansprüche auf das Gebiet um Königsberg unterstützen zu wollen. Kurz zuvor waren sie in der „Feststellung über das Kontrollverfahren“ (der Berliner Deklaration) vom 5. Juni 1945 noch von einem deutschen Territorium in den Grenzen von 1937 ausgegangen. Die Hauptsiegermächte beschlossen neben dem Friedensvertragsvorbehalt für die endgültige Grenzziehung, dass ein Alliierter Kontrollrat für eine einheitliche Besatzungspolitik in den Besatzungszonen sorgen sollte. Für die deutschen Ostgebiete galt dies jedoch nicht: Die Potsdamer Schlusserklärung vom 2. August 1945 hielt fest, dass die Gebiete östlich der Oder-Neiße-Linie nicht als Teil der sowjetischen Besatzungszone betrachtet und stattdessen fremder Verwaltung unterstellt werden sollten. Völkerrechtlich blieb diese Situation bis zur Zession aufgrund des Zwei-plus-Vier-Vertrages vom 12. September 1990 bestehen, faktisch gliederten Polen und die Sowjetunion den ehemals deutschen Osten jeweils in ihr Staatsgebiet und damit staatsrechtlich in ihre Verwaltungsstrukturen ein.
Hierzu wurden die von der Volksrepublik Polen als „wiedergewonnen“ bezeichneten deutschen Ostgebiete zunächst unter die Verwaltung eines eigens zu diesem Zweck eingerichteten Ministeriums für die Wiedergewonnenen Gebiete (polnisch Ministerstwo Ziem Odzyskanych, MZO) unterstellt (Dekret vom 13. November 1945). Die offizielle Bezeichnung Wiedergewonnene Gebiete (polnisch Ziemie Odzyskane) ging auf die polnische Westforschung zurück. Sie bezog sich auf die teilweise Zugehörigkeit dieser Territorien zum piastischen Königreich Polen ab der Staatsgründung im 10. Jahrhundert sowie zu Herzogtümern, in die das Königreich nach 1138 zerfallen war. Ihre Zugehörigkeit zu Polen umfasste einen Zeitraum vom Früh- bis Spätmittelalter. Nach Auffassung der polnischen Westforschung zählte auch die slawische Vorgeschichte vor Beginn der deutschen Ostsiedlung dazu. Ostgermanische und baltische Besiedlungen im Zeitalter der Antike blieben hierbei unbeachtet.
Zu den Aufgaben des Ministeriums gehörten die Durchführung einer planmäßigen Aussiedlungsaktion und die Verwaltung des von den ausgesiedelten Deutschen zurückgelassenen Vermögens. Nachdem aufgrund der Verordnung des Ministerrats vom 29. Mai 1946 die Verwaltung in diesen Gebieten neu geordnet worden war, wurde durch das Gesetz über die Eingliederung der wiedergewonnenen Gebiete vom 11. Januar 1949 das Ministerium aufgelöst und seine Zuständigkeit auf die allgemeine Verwaltung der Volksrepublik Polen übertragen. Von der polnischen Rechtsordnung her gesehen war damit jegliche Sonderregelung für die von Polen übernommenen deutschen Ostgebiete beseitigt.

### Sowjetische Verwaltung
Der nördliche Teil Ostpreußens um Königsberg kam unter vorläufige sowjetische Verwaltung. Das Königsberger Gebiet (nördliches Ostpreußen ohne das Memelland) wurde 1946 unmittelbar in die russische Teilrepublik der UdSSR (RSFSR) integriert; es heißt heute Oblast Kaliningrad und ist nach dem Zerfall der Sowjetunion weiterhin eine russische Exklave. Das Memelgebiet wurde der Litauischen SSR zugeschlagen. Insgesamt hatte Ostpreußen unter allen deutschen Ländern im Kontext von Flucht und Vertreibung die höchsten Menschenverluste zu verzeichnen.

### Polnische Verwaltung

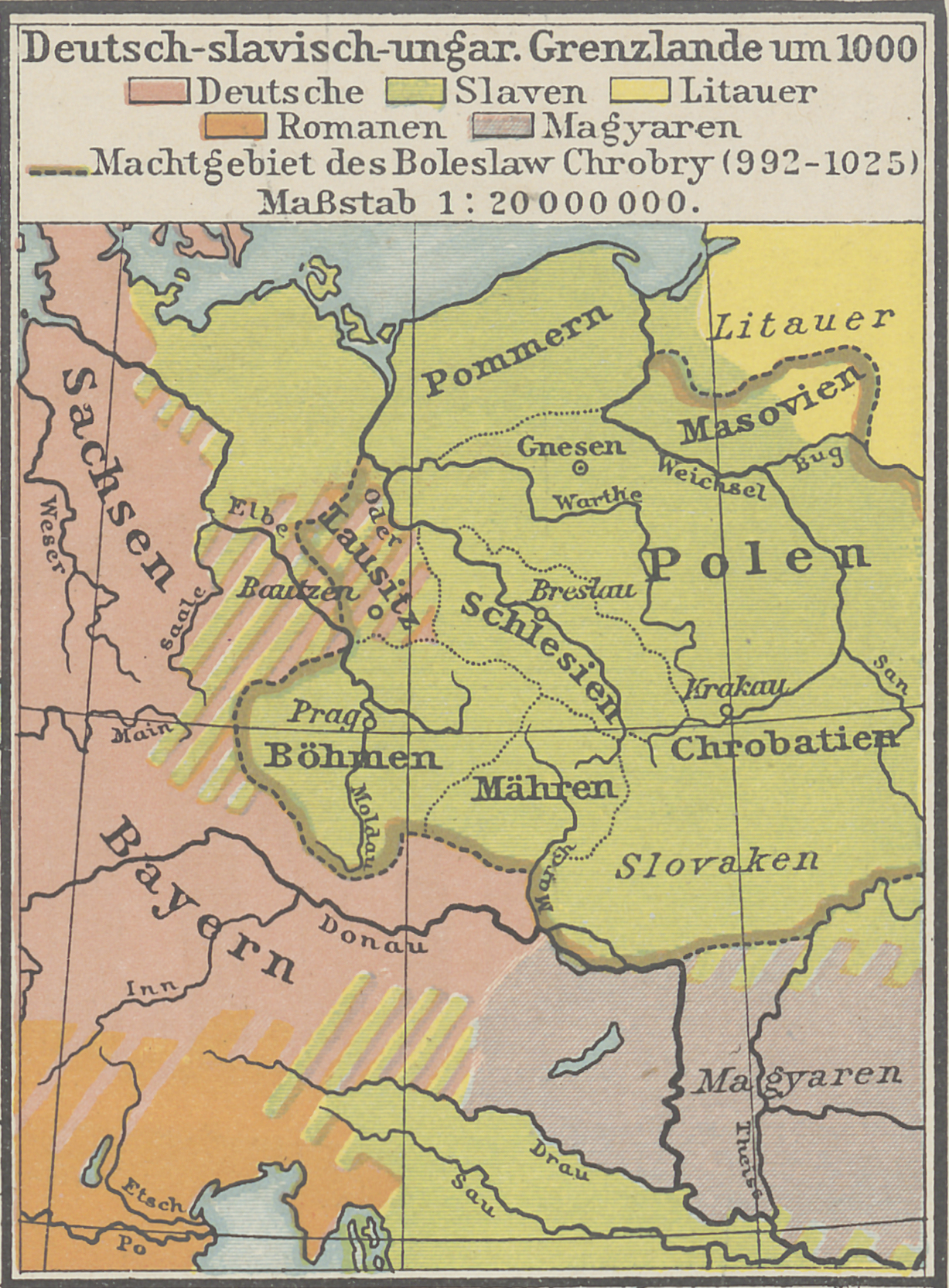
Königreich Polen, Besiedlung Mittelosteuropas (1025)

Der südliche Teil Ostpreußens, die östlichen Teile der preußischen Provinz Pommern (Hinterpommern) und der preußischen Mark Brandenburg (Ost-Brandenburg), der östlichste Zipfel des Landes Sachsen sowie der größte Teil der preußischen Provinz Niederschlesien und ganz Oberschlesien wurden Polen zur vorläufigen Verwaltung übertragen; de facto fand schon unmittelbar nach dem Krieg eine Annexion statt.

### Flucht und Vertreibung

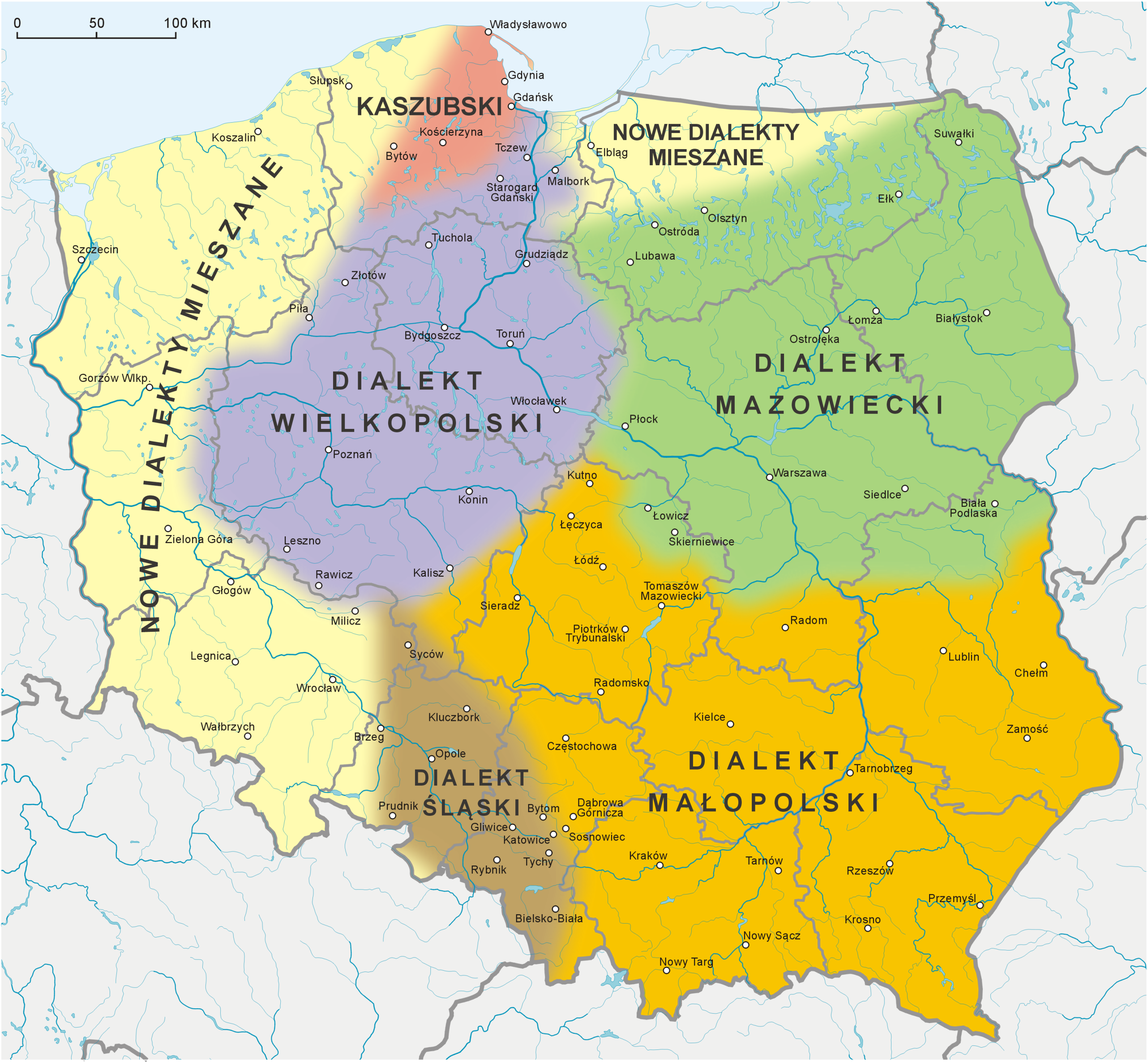
In den ehemaligen deutschen Ostgebieten werden seit dem Austausch der Bewohner in den Jahren nach 1945 „neue Mischdialekte“ des Polnischen gesprochen.

Die Bevölkerung der Ostgebiete des Deutschen Reiches wurde in den Jahren 1944 bis 1949 durch die Flucht vor der Roten Armee und die Vertreibung der Deutschen sowie die Neuansiedlung von Polen, Ukrainern und Lemken bzw. Russen fast vollständig ausgetauscht. Ein Teil der Neuangesiedelten war seinerseits vertrieben worden: Zwischen 1,4 und 1,7 Millionen Polen kamen infolge der Westverschiebung Polens aus den von der Sowjetunion besetzten Gebieten östlich der Curzon-Linie. Im Rahmen der Aktion Weichsel wurden 1947 auch Ukrainer (140.000 Menschen) und Lemken zwangsweise aus Südostpolen in die früheren deutschen Gebiete umgesiedelt. Ziel war die Polonisierung kritischer Ukrainer.
Die Zahl der deutschen Vertriebenen aus den Ostgebieten des Reiches belief sich in:
- Ostpreußen auf 1.890.000,
- Schlesien auf 3.210.000,
- Ostpommern auf 1.470.000,
- Ostbrandenburg auf 410.000 und
- Sachsen östlich der Neiße auf 24.000 Menschen[28]

Insgesamt mussten demnach 6.987.000 Deutsche ihre angestammte Heimat in den Ostgebieten verlassen, sie flüchteten nach Westdeutschland und in das Gebiet der DDR. Der Kirchliche Suchdienst, der vom Deutschen Caritasverband und der Diakonie Deutschland getragen wurde, half bei der Suche nach Vermissten: Mehrere Millionen Suchanträge wurden gestellt. Auch das Deutsche Rote Kreuz unterhielt einen Suchdienst.
Amtlichen Zahlen aus den 1950er Jahren zufolge kamen schätzungsweise rund zwei Millionen Deutsche durch Flucht und Vertreibung aus den ehemaligen Ostgebieten ums Leben. Diese Zahlen halten aber einer Überprüfung nicht stand, weshalb heute für den Zeitraum von 1944 bis 1947 von ca. 600.000 Toten ausgegangen wird. Heute leben in den Ostgebieten noch etwa 400.000 Deutsche, hauptsächlich in Oberschlesien (Oppelner Schlesien). Sie wurden bis zum Zerfall des kommunistischen Regimes diskriminiert. Nach 1990 bekamen viele Gemeinden in Oberschlesien deutschstämmige Bürgermeister, auch deutsche Schulen wurden dort – zumeist dank deutscher Finanzierung – errichtet. Im Januar 2005 hat der polnische Sejm ein Minderheitengesetz verabschiedet, wonach in Gemeinden mit mehr als 20 % deutschsprachigem Bevölkerungsanteil zweisprachige Ortstafeln aufgestellt werden können und Deutsch als Verwaltungshilfssprache eingeführt werden kann. Seitdem sind in Oberschlesien gut 20 Gemeinden zweisprachig.

### Wirtschaftliche und gesellschaftliche Folgen
Die Ostgebiete waren agrarisch geprägt. Ausnahmen stellten die Großstädte wie Königsberg, Stettin und Breslau sowie die Industriegebiete in Oberschlesien (oberschlesisches Kohle- und Industrierevier) und um Waldenburg dar. Mit den Ostgebieten verlor Deutschland rund ein Viertel seiner landwirtschaftlichen Nutzfläche. Die Industrieproduktion lag bis zuletzt deutlich unter dem Reichsschnitt; während im gesamten Reich der Nettoproduktionswert 1936 bei 494 Reichsmark lag, betrug er in den Ostgebieten 229. Der Gesellschaftshistoriker Hans-Ulrich Wehler schätzt, dass der Verlust dieser Gebiete durch den damit verbundenen Abbau regionaler Disparitäten die wirtschaftliche Leistungsfähigkeit beider deutscher Staaten nachhaltig begünstigt hat. Für die SBZ und die spätere DDR bedeutete der Verlust des industriereichen Schlesiens sowie der Odermündung mit dem bedeutenden Hafen Stettin zunächst aber eine erhebliche wirtschaftliche Belastung. Die Wirtschaftsbeziehungen der Betriebe mussten weitgehend neu ausgerichtet werden. Der als Ersatz für Stettin ausgewählte Hafen Rostock war nicht nur wesentlich kleiner, sondern lag auch an keinem schiffbaren Fluss und musste erst noch zum Hochseehafen ausgebaut werden.
Die mit dem Verlust der Ostgebiete einhergehende „Zerstörung der ostdeutschen Adelswelt“, die als ostelbische Junker Politik und Gesellschaft des Kaiserreichs lange dominiert und noch beim Niedergang der Weimarer Republik eine unrühmliche Rolle gespielt hatten, wird von Wehler dagegen als „enorme strukturelle Begünstigung des Aufbaus der Bundesrepublik“ angesehen. In ähnlicher Weise verweist der Historiker Manfred Görtemaker darauf, dass durch den Verlust der Ostgebiete der Bundesrepublik im Agrarsektor die Spannung zwischen der ostdeutschen Gutswirtschaft und den Familienwirtschaften, wie sie in West- und in Süddeutschland vorherrschend waren, und damit ein schwerwiegendes Strukturdefizit des Deutschen Reiches erspart blieb.

### Anerkennung der polnischen Westgrenze und gesamtdeutscher Verzicht
Alle Regierungen der Bundesrepublik Deutschland bis 1990 vertraten den Standpunkt, dass die Abschlusserklärung der Potsdamer Konferenz die fraglichen Ostgebiete weder Polen noch der Sowjetunion zugesprochen habe, und jede endgültige Entscheidung bis zu einer friedensvertraglichen Regelung zurückgestellt sei.
Zur Bundestagswahl 1949 warb die Sozialdemokratische Partei Deutschlands mit einem Plakat, das sogar den Polnischen Korridor von 1920 ignorierte. In seinem Grußwort zum Schlesiertreffen am 8. Juni 1963 rief Willy Brandt, damals Regierender Bürgermeister von West-Berlin, aus: „Deutsche Ostpolitik darf nie hinter dem Rücken der Vertriebenen gemacht werden. Wer die Oder-Neiße-Linie als Grenze betrachtet, die von unserem Volk akzeptiert ist, belügt die Polen.“
Die Deutsche Demokratische Republik erkannte im Görlitzer Grenzabkommen mit der VR Polen vom 6. Juli 1950 auf sowjetischen Druck die Oder-Neiße-Linie als „Friedensgrenze“ und aus ihrer Sicht endgültige Staatsgrenze zwischen Deutschland und Polen an. Die Regierungen der Bundesrepublik Deutschland teilten damals diesen Standpunkt nicht und maßen dem Abkommen keine rechtliche Bedeutung zu. Sie vertraten außerdem den Fortbestand des Deutschen Reiches in den Grenzen von 1937, wonach die Ostgebiete grundsätzlich als deutsches Inland zu gelten hatten und für deutsche Staatsbürger der Zwischenkriegszeit sowie deren Nachfahren eine einheitliche deutsche Staatsangehörigkeit fortbestehe.
In der alten Bundesrepublik vor 1990 (das heißt alte Bundesländer und Berlin (West)) bildete der Rechtsstatus der Ostgebiete einen großen Teil der offenen deutschen Frage. Die Ostpolitik von Bundesregierung, Bundestag und Bundesrat war bis Mitte der 1960er-Jahre auf eine Revision der Grenzen ausgerichtet; sie beriefen sich auf das Völkerrecht und verschiedene völkerrechtliche Verträge, insbesondere auf die Haager Landkriegsordnung und die Atlantik-Charta. Die neue Ostpolitik der Großen Koalition von 1966 und später verstärkt die sozialliberale Koalition ab 1969 vollzog einen allmählichen Wandel durch Annäherung. Mit dem Warschauer Vertrag von 1970 erkannte die Bundesrepublik Deutschland die Zugehörigkeit dieser Gebiete zu Polen an. Auf Grund des bis 1990 geltenden Vorbehalts der Alliierten für Fragen, die Deutschland als Ganzes und den Berlin-Status betreffen, war es der Bundesrepublik jedoch verwehrt, eine völkerrechtliche Anerkennung der Oder-Neiße-Linie als deutsch-polnische Grenze vorzunehmen und auf die Rückforderung der Gebiete zu verzichten.
Erst im Zuge der deutschen Wiedervereinigung wurde 1990 die Abtrennung der Ostgebiete durch den Zwei-plus-Vier-Vertrag völkerrechtlich vollzogen (Übertragung der territorialen Souveränität an Polen bzw. die Sowjetunion/Russische Föderation) und die Oder-Neiße-Grenze festgeschrieben, die wenig später von Deutschland im deutsch-polnischen Grenzvertrag vom 14. November 1990 formal bestätigt wurde. Letzterer trat am 16. Januar 1992 in Kraft. Spätestens mit dessen Inkrafttreten sind auch deutsche Gebietsansprüche auf die ehemaligen deutschen Ostgebiete vollständig erloschen und die Grenzen endgültig anerkannt worden. Damit wurden sämtliche Kriegsfolgefragen zu einem Abschluss gebracht. Mit der Änderung des deutschen Grundgesetzes vom 23. September 1990 wurde in der Präambel nunmehr festgestellt, dass „die Einheit […] Deutschlands vollendet“ ist.

### Erinnern

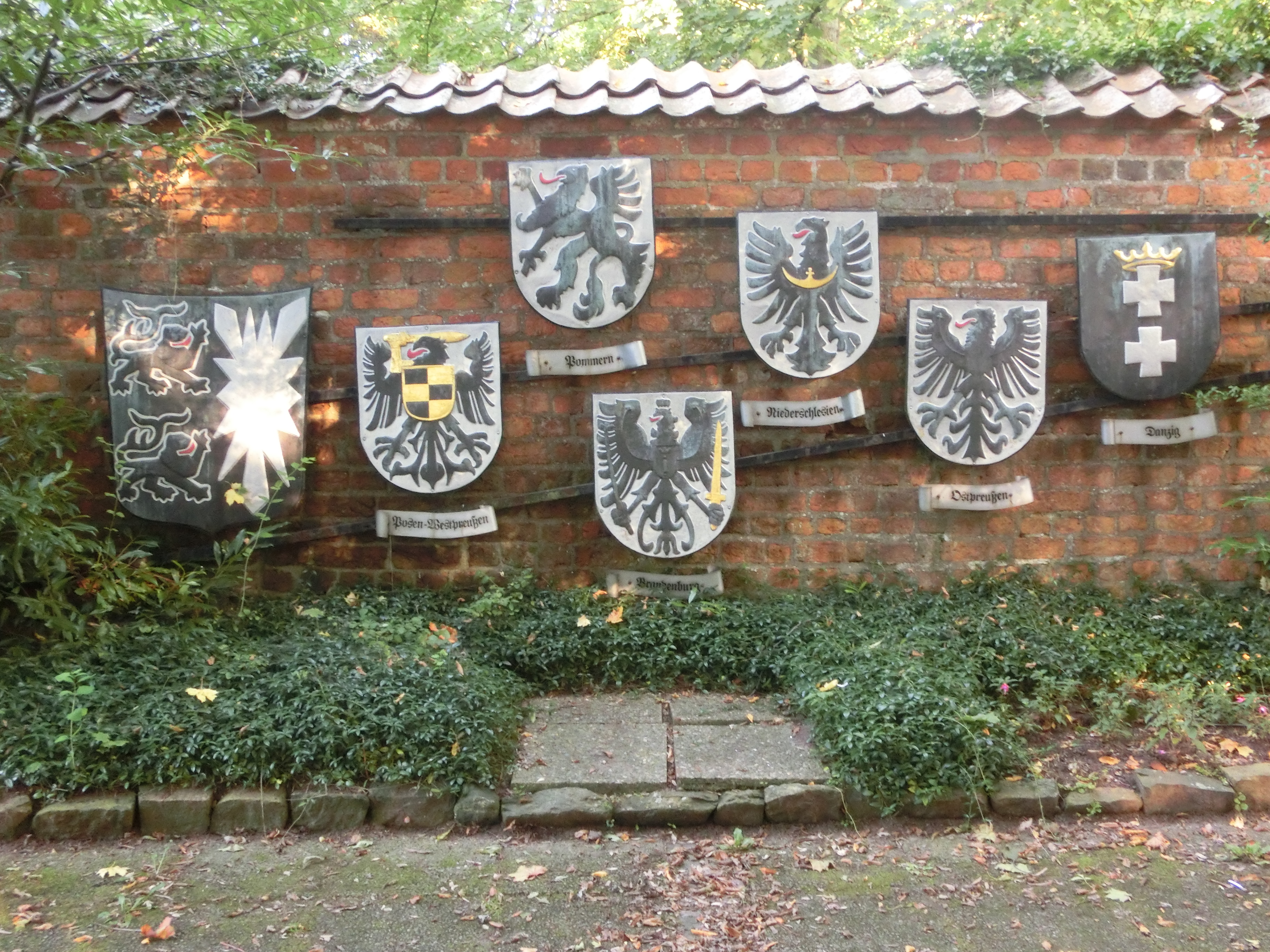
Denkmal für die Ostprovinzen in Bordesholm
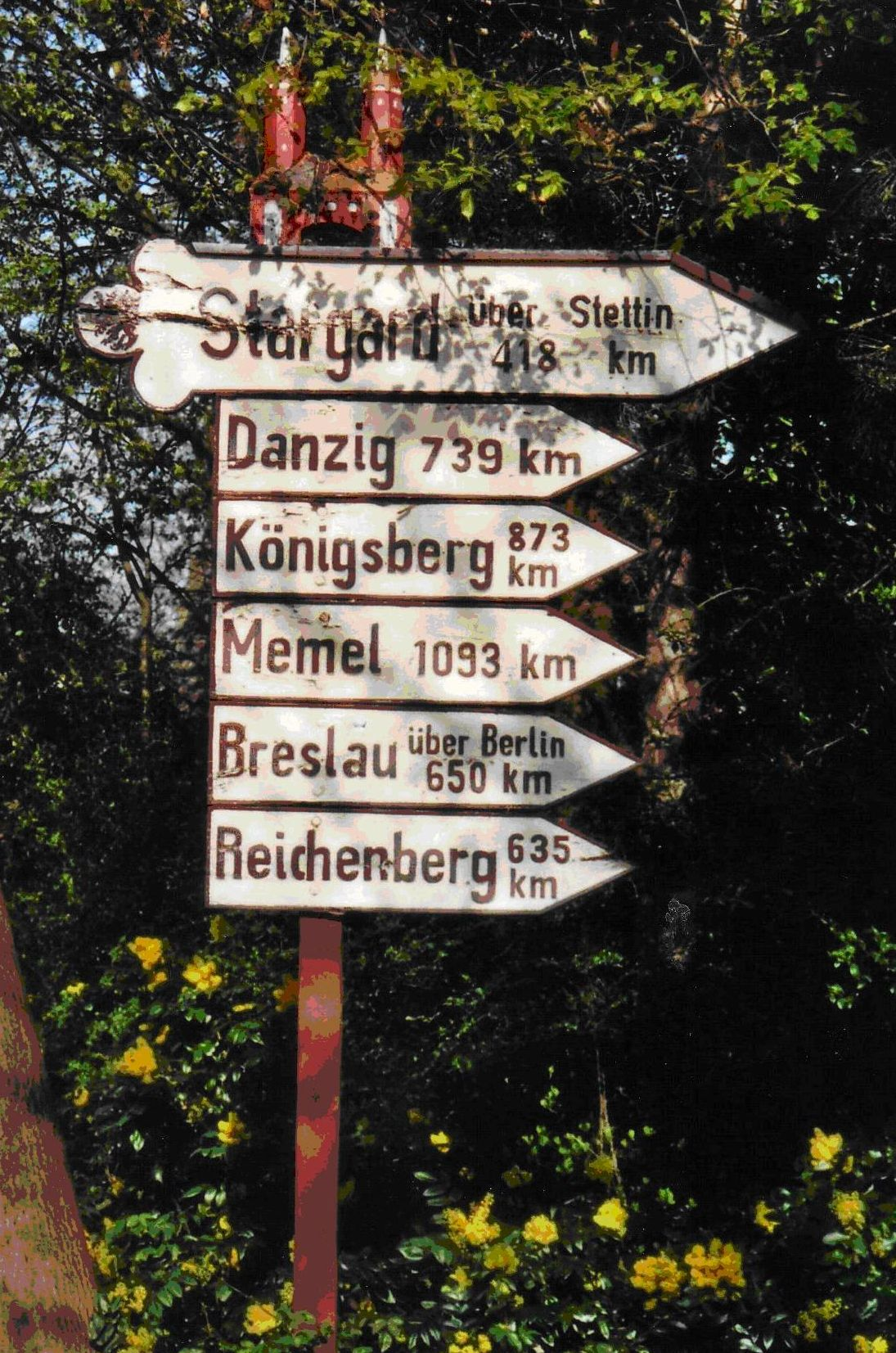
Wegweiser beim Bahnhof Elmshorn mit Städten in den Ostgebieten und dem Sudetenland
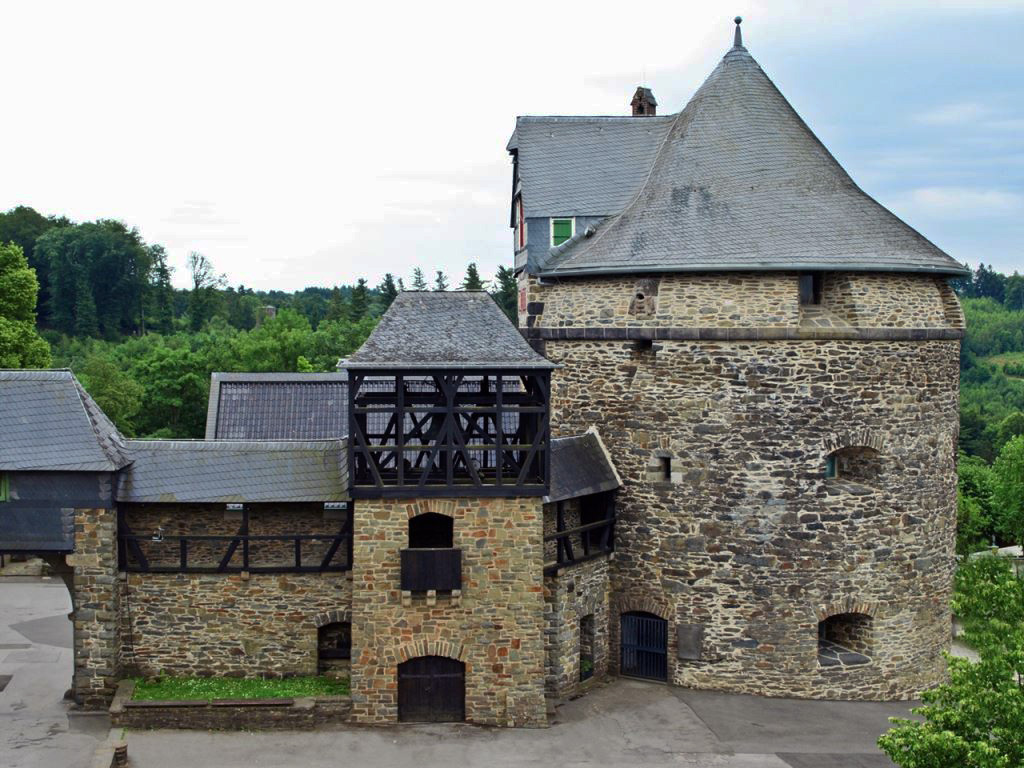
Im Batterieturm von Schloss Burg befindet sich die Gedenkstätte des Deutschen Ostens.
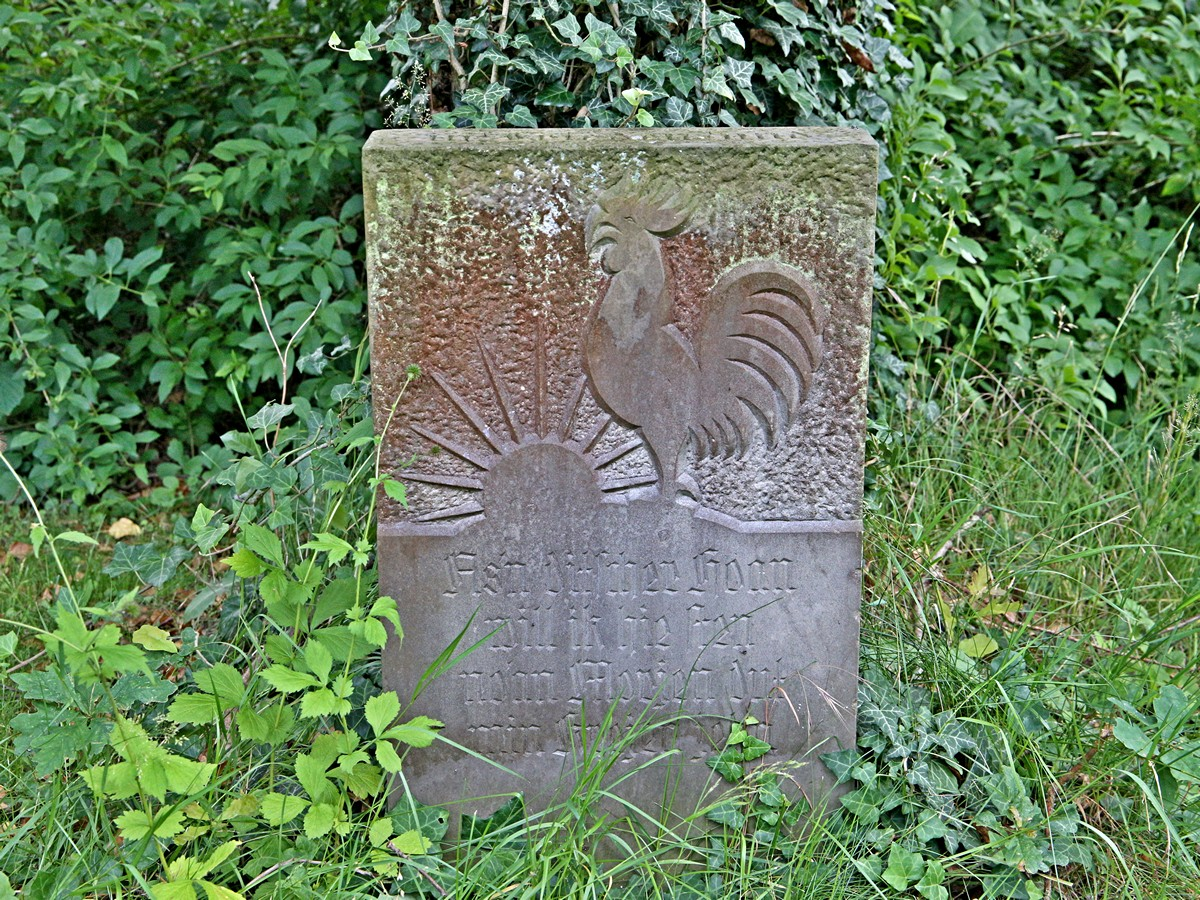
„Nach Osten will ich kräh’n“ – Gedenkstein in Bussau (1979)
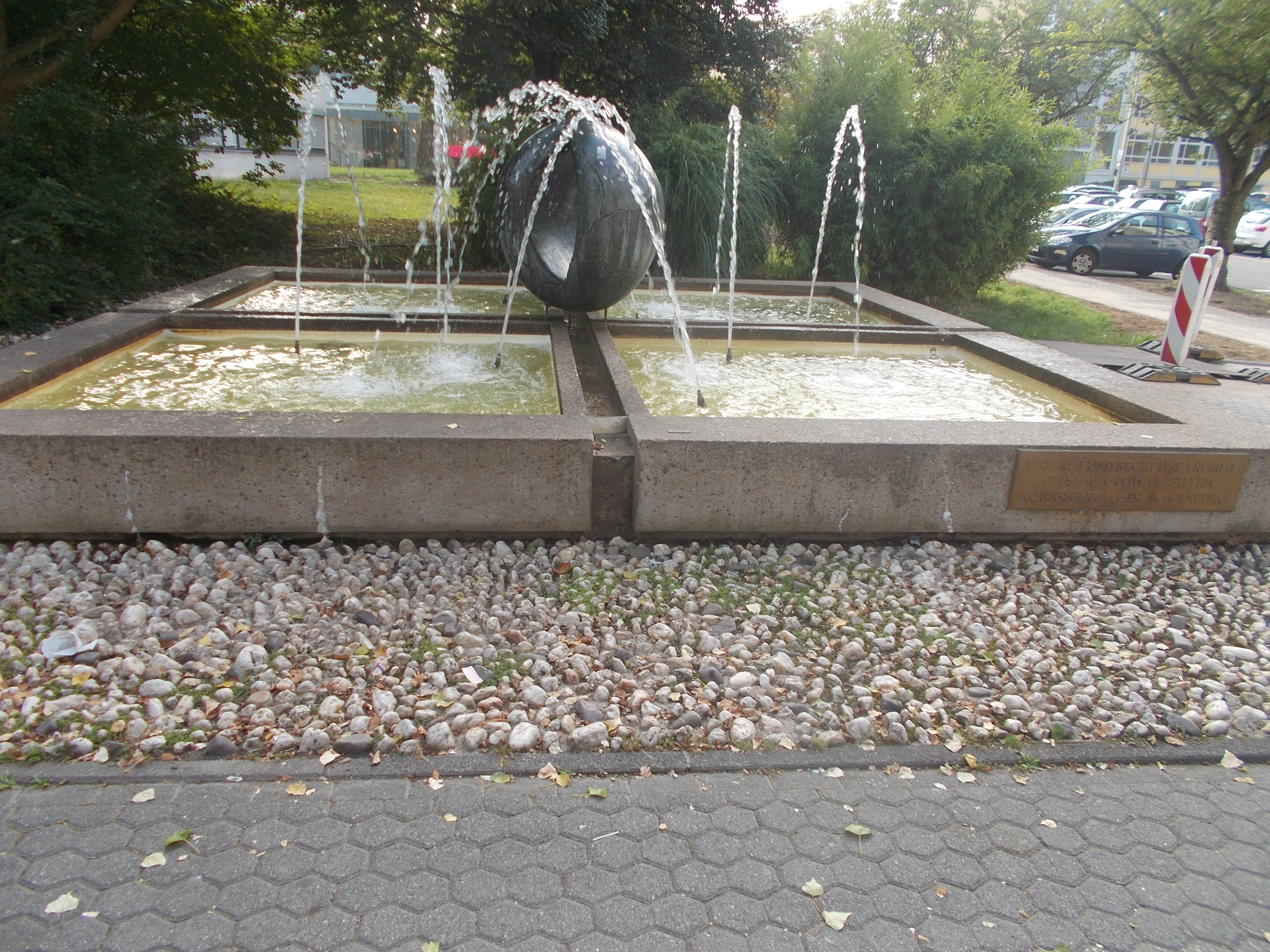
Heimatbrunnen in Trier mit Namen von ehemaligen ostdeutschen Städten